# キャノン・ストリート鉄道橋
キャノン・ストリート鉄道橋（-てつどうきょう Cannon Street Railway Bridge）は、イギリスの首都ロンドンのテムズ川に架かる鉄道橋である。元々の名前がアレクサンドラ橋である。

## 概要
この橋はサウス・イースタン鉄道のキャノン・ストリート駅と接続するためにジョン・ホークシャーとジョン・ウォルフ・バーリーによって設計され、1863年に着工した。ドーリア式の建築が採用された柱は、独特の美しい形状をしており、3年間の工事を経て、キャノン・ストリート鉄道橋は1866年にオープンした。
その後、拡張工事が1886年から1893年に渡って行われ、さらに大規模な改装が1979年から1982年に行われたが、その際、ドーリア式の建築や装飾類が全て撤去され、現在の姿となった。
1989年にクルーズ船「マーショネス」と、浚渫船「ボウベル」が衝突する事故が発生し（マーショネス号転覆沈没事故）、キャノン・ストリート鉄道橋はその現場となった。

## 周辺の橋
- 上流：サザーク橋
- 下流：ロンドン橋